# ジュブナイルポルノ
ジュブナイルポルノ（Juvenile porno）は、アニメ・マンガ調のイラストをカバー・表紙・口絵・挿絵などに使用した、異性間もしくは同性間、さらには人外のものとの性描写を含む娯楽小説であり、官能小説の一ジャンルである。しかし、後述するようにジュブナイルポルノと呼ばれることは稀である。また、ジュブナイルという言葉は、「子供向けの」という意味もある為、特に海外から児童向けポルノと誤解される懸念がある。

## 特徴・特色
現状、このジャンルの特徴的な要素として、以下のような事柄が挙げられる。現在刊行されているものについて言えば、ライトノベルと共通の特徴が随所にあり、主な対象としている読者層の違いなどが、一般的な官能小説との差異を生み出す要因になっている。
様式・体裁
比較的平易な言葉で書かれた作品が多く、活字も大きめである。レーベル共通の装幀はライトノベルの様式を踏襲したデザインで、カラフルな色使いなものが多い。さらに通常の官能小説の多くは文庫で発売されるが、新書判や四六版で発売される作品の割合が多い。これは官能小説が駅売店やコンビニエンスストアなど、旧来の販売網を残しているのに対して、ジュブナイルポルノは漫画専門店を中心した書店売りルートがメインになっているためである。
また、近年はフランス書院eブックスやオシリス文庫のように電子書籍専門のレーベルも現れている。
作品タイトル
官能小説と同じく、作品タイトルの命名法は、同時期のライトノベルで主流になっている傾向がストレート（出オチ的）に反映されることが多い。わかつきひかるが『AKUMAで少女』のあとがきで記しているところによれば、ジュブナイルポルノ業界では本の題名および章題は、一般的な官能小説と同様に、著者ではなく編集者が付けるものであるという。同様に、主人公以外の男性キャラをあまり登場させてはいけないという暗黙の了解があるという。
イラスト挿絵
一般的な官能小説ではあまり見られない、本文ページ中に挿し絵が多数存在する。ただし、挿し絵の多くは性的な描写で、アニメやマンガ調のイラストがライトノベルと同様に多用される。
イラストレーターの多くは成人向け漫画を手掛ける漫画家かアダルトゲームの原画担当者などであり、同様のタイプのキャラクター、人物を中心としたイラストレーションだが、肉感的な劇画調の絵柄が基本である一般的な官能小説とは質的に大幅に異なる。挿し絵担当者にはライトノベルのイラストレーターとしても活動する者が多い。
キャラ設定・作品設定
一般的な官能小説ではセールス上の観点から禁忌とされるファンタジー・SFなどの世界観が幅広く用いられ、読者に受容されている。
舞台設定の構築やキャラクター設定については、一般的な官能小説よりも作者に与えられる裁量が大きい。現代の学校が舞台であったり、時代劇的な要素が入っていることもある。登場人物がなんらかの特殊能力や超能力などを持っているという設定の場合もある。性交や性的興奮を通じて能力が発動する設定や、特殊能力を巡るアクシデントが性的な場面を引き起こすきっかけになるという展開がある。
人間以外の存在が登場する場合がある。例えば天使や悪魔（特に淫魔）、アンドロイド（セクサロイド）、触手を持つモンスター、妖怪など。登場人物の年齢設定は主人公・ヒロインのいずれもが10代である場合が多い。ただし、陵辱ものの作品を中心に脇役として中高年の男が登場する場合もある。
性的描写
ライトノベル調や萌え系のものなどを中心に、通常の官能小説よりも性的描写の占めるページ比率が低く、恋愛小説・ラブコメ的な描写や萌え表現に多くのページが割かれる。ライトノベル調がさらに強調されると、性的な描写や挿絵こそあるもののいわゆる「前戯」段階までで終わってしまい、肝心の性交行為の描写が無いものさえある。なお、凌辱ものはこの限りではない。また、近年のネット小説の書籍化作品では性描写より『読み応えのある作品』を重視する傾向にある。
メディアミックス
（後述）
コミックやゲームとは異なり、発売元により成年指定が付けられることは基本的に無い。この点は通常の官能小説と同じである。ただし、2008年以降、新書判として発行される作品で成年向けとしてマークが付与されるものも増えている。また、書店においては非成年指定作品であっても18禁作品として扱うこともある一方、一般のライトノベルの棚に置かれていることもある。
しかし、作品の多くが表紙の見た目が一般のライトノベルと大差無く、成人指定されないことから内容がポルノであることを理解されないまま手にとられてしまう懸念があり、大手書店チェーンですら取り扱いを全く行っていない店舗もある。
アニメ・マンガ・同人誌を専門に扱う店で購入時に店舗特典をつけるなどのフェアを開催することもある。
2010年代中盤になると「小説家になろう」を始めとしたWEB小説が人気となり、そのうち「小説家になろう」グループの18禁サイト「ノクターンノベルズ」からの書籍化が増え、2015年2月にキルタイムコミュニケーション（KTC）が書籍化レーベルの「ビギニングノベルズ」の発行を開始して以来、それを機に各社が相次いで専門のレーベルを設立している。これらの作品はメディアミックスを積極的に行っており、またコミカライズなどが非成人指定の漫画雑誌で連載されているなどの特徴がある。

## ジュブナイルポルノと他メディア

### ジュブナイルポルノとアダルトアニメ
ジュブナイルポルノとアダルトアニメの繋がりは古い。そもそもジュブナイルポルノというジャンル自体が、直接かつ単純に一般向けライトノベルの派生形として登場したものではなく、アダルトアニメのノベライズとして出版された作品に最大の起源を持っている。
具体的には、1980年代中頃以降から1993年頃までの間、アダルトアニメ『くりいむレモン』シリーズなどのノベライズを中心に散発的に刊行された富士見書房の「富士見文庫（富士見美少女文庫）」がこのジャンルの駆け出しである。この時点で既に、ファンタジーやSFに主題を求めた作品が数多く刊行され、漫画家やアニメーターによる表紙・挿絵が使用されるなど、一般的な官能小説とは大きく異なる体裁を持っていた。この富士見美少女文庫に端を発する様式が、後続各社の文庫レーベルのスタイルにも連綿と大きな影響を及ぼし、逆に富士見ファンタジア文庫、角川スニーカー文庫の創刊にも繋がっている。
1990年代には、フランス書院の「ナポレオン文庫」など、成人向け漫画誌との連携により同時代のライトノベルへ近い形となったジュブナイルポルノレーベルが次々と創刊され、これらを原作としたアダルトアニメが製作された時期もあった。一方でアダルトゲームを原作としたアダルトアニメが登場し、2000年頃にはこちらが販売・レンタルいずれも市場のほとんどを占めるようになったため、一時期、ジュブナイルポルノ原作のアダルトアニメ作品は廃れた。
しかし、ヒットしたアダルトゲームのアダルトアニメ化を巡る競合が激しくなり、また、プレイステーション2などのコンシューマゲーム機およびUHFアニメへの展開を目論んで、メーカーがアダルトアニメ化そのものを拒否するなど、人気アダルトゲーム原作のアダルトアニメ化は難しくなっていく。また、アダルトゲーム原作作品については視聴層からも『内容がソフト過ぎる』『Hシーンが少なすぎる』という不満が目立っていた。これらのことから、著作権使用料がゲームと比較して安価で、ゲームよりもハードな展開が多いジュブナイルポルノがアダルトアニメ化されるケースも、わずかではあるが再び見られるようになった。ただし、一般向けライトノベルのように、ジュブナイルポルノのレーベル運営と連動するメディアミックスは少なく、また、大きな影響力を持ったケースはない。

### ジュブナイルポルノとアダルトゲーム
ジュブナイルポルノではアダルトゲームのノベライズ版が出版されることも多く、専門のレーベルも存在する。
1990年代後半以降、メディアの大容量化とビジュアルノベルの普及を背景に文章量やその質が官能小説などに比肩し、クリエイターにジャブナイルポルノの小説家や挿絵画家と変わらない能力が求められる様になったことで、主にフリーランスのクリエイターの数多くがアダルトゲーム業界からジュブナイルポルノの世界にも進出していった。これらゲーム原作のノベライズ作品はジュブナイルポルノとは区別すべきという考えもあるが、現在もこのジュブナイルポルノで活躍している作家や、表紙・挿絵を書くイラストレーターの多くは、成人向けゲームも活動範囲としている。これは主な購買層がかなり一致していることと、ゲームのノベライズの場合、作品や雰囲気に一貫性を持たせるため、ゲームのシナリオライター及びイラストレータがそのままノベライズ作品を担当したり、特に表紙・挿絵については原作ゲームに使用されたパッケージ・CGがそのまま流用されることが珍しくないためである。
なお、2010年以降はアダルトゲーム市場の衰退から、タイトル数は減少傾向にあり、2010年はオークスが「ELO NOVELS」を刊行するもわずか4ヶ月で終了し、キルタイムコミュニケーションが長年リリースしてきた「二次元ゲームノベルズ」も事実上撤退した。また、ハーヴェスト出版の「ハーヴェストノベルス」は2012年8月を最後に新規発行を停止し（晩年は特定のブランド作品に絞られていた）、2013年11月には15年以上に渡って発行されてきたパラダイムの「パラダイムノベルズ」も新規発行を取りやめるなど、現状は下火になっている。
実験的なケースだが、近年、アダルトアニメやアダルトゲームに代わる題材として、成人向け同人漫画やCG集のノベライズも行われている。

### ジュブナイルポルノと他ジャンルの小説など
雑破業、ヤマグチノボル、桑島由一、本田透、J・さいろー、ゆずはらとしゆき、高橋徹など、ジュブナイルポルノはライトノベル新人賞を経由しなかったライトノベル作家がキャリア初期に執筆していたケースが多く見られる。
また、わかつきひかる、三門鉄狼、伊藤ヒロ、午後12時の男、みかづき紅月など、ライトノベルやアダルトゲームシナリオ、またはそれ以外のジャンルとの掛け持ちで執筆している作家も多く、後者ではペンネームを変えているケースも多かった。これはゾーニングでポルノと非ポルノを分けるためで、代表例は『エンドレス・ワルツ』などの純文学作品を執筆する以前に、倉田悠子の変名を用いて『くりいむレモン』『レモンエンジェル』などを執筆していた稲葉真弓が挙げられる。
しかし、90年代以降は共通のペンネームで執筆するケースも増え、こちらは『群像』、『すばる』といった大手文芸誌に作品を掲載し、純文学作家としても認知されている海猫沢めろん、ライトノベルを経て一般文芸作品を執筆するようになった清水マリコなどが挙げられる。また、そのような作家の作品がジュブナイルポルノ以外のレーベルで再出版されたケースもある。
もっとも、ジャンルの古典となった稲葉真弓を除くと、文学的要素の強い作品や文芸誌でも執筆する作家はジャンルプロパーの作家や読者から敬遠される傾向があり、『二次元ドリームマガジン』や後述の『SPA!』特集でも、そのような作品や作家への批判が行われていた。

## 類義語
2000年代初頭にインターネットミームとして生まれた言葉で、2006年『SPA!』1/31号「超保存版・上級者のための［活字エロス］研究」で特集を組まれたことからジャンル名として使われていたが、近年はジュブナイルポルノと呼ばれることはあまりなく、以下のように呼ばれることが多い。
- ライトポルノ
- ライトHノベル
- エロライトノベル
- Hライトノベル
- 官能ライトノベル
- アダルトラノベ[3]

また、上の呼称の他に、それぞれ発売されているレーベルに由来すると推測される、
- 美少女小説
- 二次元小説

などと呼ばれていたこともある。
Amazonでは、一部のレーベルがライトアダルトノベルスとして分類されている。しかし、ライトノベル分類のみのレーベルも多い。作家の鏡裕之は、秋葉系文化の中心は美少女、すなわち思春期の男性にとっての恋と性の対象となる二次元ヒロインであり、ジュブナイルは美少女という言葉が使われる以前の古い用語であって、ジュブナイルポルノという言い方は適切ではないと批判している。

## ジュブナイルポルノのレーベル・シリーズ

### 現在も継続中のレーベル
- フランス書院
  - フランス書院eブックス（フランス書院文庫の電子書籍専門レーベルだが、美少女文庫系のタイトルを継承している）
- キルタイムコミュニケーション
  - 二次元ドリームマガジン（ジュブナイルポルノ専門雑誌。2002年6月創刊）
  - 二次元ドリームノベルズ（1999年9月創刊。2008年5月から18禁マークを提示している。2022年2月を最後に電子書籍専門へ移行）
  - 二次元ドリーム文庫（2004年9月創刊）
  - ビギニングノベルズ（2015年2月創刊。「小説家になろう・ノクターンノベルズ」作品の書籍化。単行本サイズだが、18禁マーク未掲載）
- パラダイム
  - ぷちぱら文庫（2009年10月創刊。成人向けゲームを原作とするレーベル）
  - ぷちぱら文庫Creative（2011年2月創刊。オリジナル作品のレーベル）
  - オトナ文庫（2014年9月創刊。成人向けゲームを原作とするレーベル）
  - キングノベルス（2015年12月創刊。「ノクターンノベルズ」作品の書籍化）
- KADOKAWA
  - オシリス文庫（電子配信。旧名称はペガサス文庫（2013年9月創刊、2014年4月に名称変更）。ビギニングノベルズで書籍化された作品あり）
- 竹書房
  - ヴァリアントノベルズ（2015年11月創刊。「ノクターンノベルズ」作品の書籍化）
- 三交社（発行:メディアソフト）
  - ディヴァースノベル（2017年11月創刊。「ノクターンノベルズ」作品の書籍化）

### 過去に販売していたレーベル
- フランス書院（三笠書房）
  - ナポレオン文庫（成人向け漫画誌『COMICパピポ』とフランス書院コミック文庫を母体に、1993年頃から1990年代末頃まで刊行された。現在のジュブナイルポルノのフォーマットを形成した草分け的な文庫レーベル）
  - ナポレオンXXノベルズ
  - ゲームノベルズ龍馬（成人向けゲームを原作にしたもの中心）
  - 美少女文庫えすかれ（2009年3月創刊、2017年6月で新規発行停止）
  - 美少女文庫（2003年5月創刊、電子配信対応。不定期で「なろう」作品の書籍化や、成人向け同人漫画やCG集のノベライズも行っていた。2022年8月で新規発行停止）
  - BJノベル（2019年6月創刊）
- キルタイムコミュニケーション
  - 二次元EXノベルズ
  - 二次元ゲームノベルズ（2004年12月創刊。成人向けゲームを原作にしたものを中心とするレーベル。2008年7月から18禁マークを掲示している。2010年6月で新規発行停止）
  - 二次元ゲーム文庫（2009年1月創刊。成人向けゲームを原作にしたものを中心とするレーベル。元々不定期刊行だったが、2014年以降は完全に終息状態となっている）
  - あとみっく文庫（2009年7月創刊。末期は不定期で1作品が出る形となり、2015年7月で新規発行停止）
- マドンナ社（二見書房）
  - 二見ブルーベリーシリーズ（2005年2月創刊。マドンナメイト文庫から派生した萌え系レーベル。2006年5月で新規発行停止）
- 青心社
  - 青心社文庫（一部、発売をプラザが担当したものがある）
- 富士見書房
  - 富士見美少女文庫（富士見文庫の一種。倉田悠子による『くりぃむレモン』『レモンエンジェル』をノベライズした作品を主力としていたが、川本耕次『トワイライトタイム 茉莉子冬物語』などのオリジナル作品もある。団鬼六文庫・富士見ロマン文庫とは異なる）
- 桜桃書房（下記オークラ出版にアダルト事業を委譲）
  - ゼロノベルズ
- オークラ出版（男性向けアダルト事業を子会社であるオークスに事実上移行）
  - オークノベルズ
- オークス
  - 新次元デュアルノベルズ
  - ELO NOVELS（読みはイーエルオーノベルズ。成人向けゲームを原作にしたもの中心）
  - ヴァージン☆文庫（2011年6月創刊。2014年2月で新規発行停止）
- パラダイム
  - キャンディーセレクト（2002年5月創刊。アンソロジーノベルのシリーズ。2004年7月以降発行停止）
  - パラダイムノベルズ（1996年7月創刊。成人向けゲームを原作とするレーベル。2009年5月から一部作品に18禁マークを掲示している。2013年11月で新規発行停止）
- KKベストセラーズ
  - ベストゲームノベルスシリーズ（成人向けゲームを原作にしたもの中心）
- ワニブックス（KKベストセラーズより独立起業）
  - キャロットノベルズ（成人向けゲームを原作にしたもの中心）
- イーグルパブリッシング
  - パンプキンオリジナル
  - パンプキンノベルズ（成人向けゲームを原作にしたもの中心）
- ケイエスエス（下記softgarageに事実上の事業委譲）
  - ケイエスエスノベルズ（成人向けゲームを原作にしたもの中心。下記ソフガレノベルズに事実上移行）
- softgarage
  - ソフガレノベルズ（成人向けゲームを原作にしたもの中心）
- ソフトマジック（出版社倒産）
  - すい〜とPノベル
  - すい〜とPゴールド
- 辰巳出版
  - ネオノベルズ
- 蒼竜社
  - ソウリュウノベルス
- コアマガジン
  - メガヴィーナスノベルズ（1990年代中盤に刊行。アダルトゲーム誌『メガストア』が母体。成人向けゲームを原作にしたもの中心）
  - ホットミルクノベルズ（2000年に2冊だけ刊行。成人向け漫画誌『漫画ホットミルク』の文章投稿者だった雑破業の専用レーベル）
  - コアノベルズ（2001年と2007年に2冊だけ刊行。成人向け漫画誌『漫画ばんがいち』の漫画家だったJ・さいろーの専用レーベル）
  - G-type NOVELS（メガヴィーナスノベルズの後継レーベル。成人向けゲームを原作にしたもの中心）
- メディアックス
  - パラダイスノベルズ
- グッズトレイン
  - ツインテールノベルズ（成人向けゲームを原作にしたもの中心。発行は彩文館出版が行っていた）
- サンデー社
  - アキバブックス
- シーズ情報出版
  - インフィニティノベルズ
  - エンクノベルス
- 竹書房
  - MEGAMIX NOVELS
- ハーヴェスト出版
  - ハーヴェストノベルズ（2001年5月創刊[注釈 1]。成人向けゲームを原作にしたものを中心とするレーベル。2012年6月で新規発行停止）
- 海王社
  - えちかわ文庫（2014年5月創刊）
- ホビージャパン
  - アヴァロンノベルス（2015年7月創刊。「ノクターンノベルズ」作品の書籍化。2016年8月に青年向けのHJノベルスへ統合）
- フロンティアワークス
  - ノクスノベルス（2016年2月創刊。青年向けだが、多くを「ノクターンノベルズ」作品の書籍化が占める）
- 一二三書房
  - オルギスノベル（2017年2月創刊。「ノクターンノベルズ」作品の書籍化。ブレイブ文庫へ統合[11][12]）